# Incidente de Dinshaway
O incidente de Denshawai é o nome dado a uma disputa que ocorreu em 1906 entre oficiais do exército britânico e moradores locais em Denshawai, Egito. É considerado por alguns historiadores, como Peter Mansfield, que escreveu The British in Egypt (1971), como um ponto de virada na presença britânica naquele país. Embora o incidente em si tenha sido bastante pequeno em termos de número de vítimas e ferimentos, a resposta dos oficiais britânicos ao incidente e as consequências significativas foram o que levou ao seu impacto duradouro.

## Incidente
Em 13 de junho de 1906, um grupo de oficiais do exército britânico estava caçando pombos por esporte ao redor da vila de Denshawai. Os aldeões ficaram chateados devido ao fato de que os pombos eram cultivados por eles como fonte de alimento. Uma briga eclodiu e um dos oficiais britânicos disparou sua arma, ferindo uma aldeã, o que provocou novos ataques aos oficiais.
Um dos oficiais conseguiu escapar do local e fugiu a pé em direção ao acampamento britânico no intenso calor do meio-dia. Mais tarde, ele desmaiou fora do acampamento e morreu, provavelmente de insolação. Um aldeão que o encontrou lá tentou ajudá-lo e ajudá-lo, mas quando outros soldados do acampamento viram o aldeão ao lado do corpo do oficial morto, presumiram que ele havia matado o oficial e o mataram por sua vez.

## Consequências
Preocupados com o crescente nacionalismo egípcio, as autoridades britânicas acharam melhor mostrar sua força e fazer dos líderes dos aldeões um exemplo. Muitos foram presos e quatro acusados de assassinato. Esta decisão inflamou o sentimento nacionalista egípcio. Alguns líderes egípcios afirmaram mais tarde que o incidente, e a resposta britânica a ele, os levou a supor que a cooperação com o Império Britânico era "totalmente inaceitável" e impossível. A crença de que a cooperação era impossível aumentou as preocupações dos líderes sobre a pressão britânica para ampliar a franquia no Egito e fez com que eles pressionassem mais pela remoção das forças britânicas do Egito.
A longo prazo, este incidente, juntamente com o aumento do nacionalismo egípcio, levou a uma luta anticolonial no Egito durante a Primeira Guerra Mundial.
Em 1919, o Egito estava maduro para a revolta. Enquanto os Aliados tentavam chegar a um acordo pós-guerra, os líderes egípcios, conhecidos como Wafd, que mais tarde deu seu nome ao principal partido político, foram impedidos de entrar na França para se encontrar com os pacificadores de Versalhes. Entre outras coisas, o Wafd queria uma participação maior no Sudão Anglo-Egípcio, colônia conjunta do Egito com a Grã-Bretanha. A recusa de Versalhes levou à renúncia da maior parte do governo egípcio e resultou em manifestações em massa, que levaram a tumultos. Esses distúrbios e as queixas que os desencadearam forneceram aos nacionalistas egípcios um foco para uma ação unificada e uma base de apoio mais ampla do que qualquer outra que eles atraíram nas décadas anteriores à guerra.